# Erndtebrück
Erndtebrück là một đô thị ở huyện Siegen-Wittgenstein, trong Nordrhein-Westfalen, Đức.
Erndtebrück nằm bên bờ sông Eder ở Rothaargebirge, khoảng 20 km về phía đông bắc của Siegen.

### Các đô thị giáp ranh
Erndtebrück giáp Netphen, các cộng đồng của Hilchenbach, Bad Berleburg, Bad Laasphe và Kirchhundem ở huyện Olpe, và Schmallenberg ở Hochsauerlandkreis.

## Khu dân cư
| - Balde - Benfe - Birkefehl - Birkelbach - Röspe - Schameder - Womelsdorf - Zinse |